# Кланси, Тим
Тим Кла́нси (англ. Tim Clancy; род. 8 июня 1984, Трим, Ленстер) — ирландский футболист, игравший на позиции защитника, и футбольный тренер. Ранее играл за «Миллуол», «Уэймут», «Уолтон и Хиршем», «Фишер Атлетик», «Килмарнок», «Мотеруэлл», «Хиберниан» и «Сент-Джонстон». Впоследствии тренер клубаоа «Дроэда Юнайтед», «Сент-Патрикс Атлетик» и «Корк Сити».

## Карьера

### Клубная
Начинал карьеру на родине, в молодёжной команде клуба «Бельведер». Там его заметил «Миллуол», в который и перешёл Тим. Из «Миллуола» ездил в аренду в «Уэймут». Позже присоединился к «Уолтон и Хиршем». Так же играл за «Фишер Атлетик». В 2007 году присоединился к шотландскому клубу «Килмарнок», с которым подписал однолетний контракт. Его дебют состоялся в игре с «Гретной». В сезоне 2007/08 произвёл достаточное впечатление на руководства клуба, что контракт с ним был продлён. В апреле 2008 года выбыл на четыре месяца из за травмы связок голеностопа. Также пропустил предсезонную подготовку клуба перед сезоном 2008/09 из-за травмы и на поле появился только к игре с «Абердином», но к концу сезона достаточно неплохо проявил себя, заслужив нового продления контракта. В сезоне 2010/11 утратил доверии тренера клуба, а также отметился автоголом в матче с «Рейнджерс» (1:2), который стоил его команде поражением. В итоге по окончании сезона он покинул клуб. Тогда же, в августе, Кланси подписал однолетний контракт с другим шотландским клубом — «Мотеруэллом». Но несмотря на твёрдое место в основном составе спустя год он отказался его продлевать, покинув команду. В июне 2012 года он подписал двухлетний контракт со своим третьим шотландским клубом — «Хибернианом». Свой первый гол за новую команду, а также первый гол за шесть лет, он забил первого сентября в поединке с «Селтиком» (2:2).

### Сборная Ирландии
Тим вызывался в юношеские сборные Ирландии — команды до 18 и 19 лет, принимал участие в матчах отборочного цикла чемпионата Европы среди молодёжных сборных в 2003 году.